# Quattro matrimoni e un funerale
Quattro matrimoni e un funerale (Four Weddings and a Funeral) è un film del 1994 diretto da Mike Newell.
La pellicola è una commedia sentimentale che narra le vicende di un uomo circondato da molti amici che, attraverso una serie di occasioni sociali, incontra quella che diverrà la donna della sua vita. Il protagonista è interpretato da Hugh Grant, che ottenne per la prima volta fama internazionale, mentre nel cast sono presenti anche Andie MacDowell, Kristin Scott Thomas, James Fleet, Simon Callow, John Hannah, Charlotte Coleman, David Bower, Corin Redgrave e Rowan Atkinson.
Realizzato in sei settimane e costato poco più di 4 milioni di dollari, diventò un inaspettato successo al botteghino. Diventò all'epoca il film britannico di maggior incasso nella storia, con un botteghino mondiale di 245.7 milioni di dollari, e ricevette due nomination all'Oscar, come miglior film e per la migliore sceneggiatura originale. Oltre a questo, Hugh Grant ha vinto il Golden Globe come miglior attore in un film commedia o musicale e il BAFTA come miglior attore protagonista. Il film ha anche vinto ai BAFTA nelle categorie miglior film, migliore regia e miglior attrice non protagonista (per Kristin Scott Thomas).
Nel 1999, Quattro matrimoni e un funerale si è classificato 23º tra i 100 film britannici migliori del ventesimo secolo secondo il British Film Institute. Nel 2017 150 tra attori, registi, scrittori, produttori e critici contattati dalla rivista Time Out l'ha votato come il 74º miglior film britannico di sempre.
Per il 25º anniversario del film, lo sceneggiatore e coproduttore Richard Curtis ha riunito il regista Mike Newell e il cast originale ancora reperibile per un corto, sequel del film, intitolato One Red Nose Day and a Wedding, andato in onda nel Regno Unito il 15 marzo 2019 durante il Red Nose Day.

## Trama
La storia è suddivisa, fondamentalmente, in cinque segmenti.
Al matrimonio di Angus e Laura, nel Somerset, partecipano il testimone Charles, la sua coinquilina Rossella, Fiona e suo fratello Tom, i fidanzati Gareth e Matthew, e David, fratello di Charles affetto da sordomutismo. Durante il ricevimento una conoscente, Serena, dimostra interesse verso David, e anche Bernard e Lydia, altri amici, si conoscono e si piacciono. Charles rimane folgorato dall'americana Carrie e i due trascorrono la notte insieme. Al mattino, Carrie chiede scherzosamente che Charles le faccia la proposta di matrimonio, osservando che potrebbero aver “perso una grande occasione”, e riparte per l'America.
Tre mesi dopo, al matrimonio di Bernard e Lydia, Charles incontra di nuovo Carrie, stavolta accompagnata dal suo nuovo fidanzato, Hamish. David viene avvicinato da Serena, che ha imparato un po' di lingua dei segni per avvicinarsi a lui. Charles, al ricevimento di nozze, si ritrova seduto al tavolo con alcune sue ex ragazze che lo umiliano spettegolando su di lui; in particolare ritrova Henrietta, ancora addolorata della fine della loro relazione e che lo accusa di essere un "monogamo pentito" e di aver paura di lasciare che qualcuno gli si avvicini troppo. Carrie, che nel frattempo ha abbandonato il ricevimento per accompagnare il fidanzato alla stazione, ritorna e trascorre con Charles un'altra notte, ma al mattino è lui ad andar via senza dire nulla. Un mese dopo, Charles riceve l'invito al matrimonio di Carrie, incontrandola mentre fa shopping per un regalo, finendo con aiutarla a scegliere l'abito da sposa. Seduti in un bar, si raccontano le loro vite sentimentali e Charles si dichiara alla ragazza, ma inutilmente. 
Passa un altro mese e Charles e i suoi amici partecipano al matrimonio di Carrie in Scozia. Durante il ricevimento, Gareth incarica il gruppo di cercare dei potenziali partner, dato che vorrebbe andare finalmente al matrimonio di uno dei suoi amici. Qui Rossella incontra un americano di nome Chester, e mentre Charles guarda Carrie e Hamish ballare, Fiona capisce che l'amico è innamorato della sposa. Quando Charles chiede perché Fiona sia single, lei gli confessa di essere innamorata di lui da quando si sono conosciuti; sebbene comprensivo, Charles riconosce di non ricambiare i suoi sentimenti. Durante la festa egli incontra nuovamente anche Henrietta, che sembra più serena e gli chiede scusa per la precedente imbarazzante scenata. Purtroppo, durante il brindisi dello sposo, Gareth muore improvvisamente d'infarto. 
Al funerale di Gareth, Matthew recita la poesia Funeral Blues di W.H. Auden, in ricordo della loro relazione. Charles e Carrie si incontrano brevemente fuori dalla chiesa, poi lui va via con Tom e meditano sul fatto che, nonostante l'orgoglio della loro cricca di essere single, Gareth e Matthew per tutto questo tempo erano stati "virtualmente sposati", chiedendosi se la ricerca del vero amore sia uno sforzo inutile.
Dieci mesi dopo arriva il giorno del matrimonio di Charles, e la sposa si rivela essere Henrietta. Poco prima della cerimonia, Carrie comunica a Charles la sua separazione con Hamish. Charles va in crisi e si confida con Matthew e David, ma procede ugualmente con il matrimonio. Quando il prete chiede qualsiasi motivo per cui la coppia non dovrebbe sposarsi, David chiede a Charles di tradurre per lui dalla lingua dei segni: egli dichiara che sospetta che lo sposo ami qualcun altro, cosa che Charles conferma, ottenendo che Henrietta gli sferri un pugno e la cerimonia venga annullata. In seguito Carrie va a trovare Charles e cerca di scusarsi con lui, che a sua volta le confessa nuovamente il suo amore. Charles allora propone a Carrie di "non sposarlo per il resto della vita" e lei accetta.
Alla fine del film si vedono in fermo immagine delle foto che raccontano il seguito della vicenda: Henrietta sposa un ufficiale delle Guardie dei Granatieri; David sposa la sua ragazza, Serena; Rossella sposa Chester; Tom sposa Deirdre, una sua lontana cugina che ha incontrato al mancato matrimonio di Charles; Matthew trova un nuovo compagno; Fiona ha un coinvolgimento con il Principe Carlo (futuro re Carlo III); Charles e Carrie hanno un bambino.

## Riconoscimenti
- 1995 - Premio Oscar
  - Nomination Miglior film a Duncan Kenworthy
  - Nomination Migliore sceneggiatura originale a Richard Curtis
- 1995 - Golden Globe
  - Miglior attore in un film commedia o musicale a Hugh Grant
  - Nomination Miglior film commedia o musicale
  - Nomination Miglior attrice in un film commedia o musicale a Andie MacDowell
  - Nomination Migliore sceneggiatura a Richard Curtis
- 1995 - Premio BAFTA
  - Miglior film a Duncan Kenworthy e Mike Newell
  - Migliore regista a Mike Newell
  - Miglior attore protagonista a Hugh Grant
  - Migliore attrice non protagonista a Kristin Scott Thomas
  - Nomination Miglior attore non protagonista a Simon Callow
  - Nomination Miglior attore non protagonista a John Hannah
  - Nomination Miglior attrice non protagonista a Charlotte Coleman
  - Nomination Migliore sceneggiatura originale a Richard Curtis
  - Nomination Migliori costumi a Lindy Hemming
  - Nomination Miglior montaggio a Jon Gregory
- 1995 - Premio César
  - Miglior film straniero a Mike Newell
- 1995 - David di Donatello
  - Nomination Miglior attore straniero a Hugh Grant
  - Nomination Miglior attrice straniera a Andie MacDowell
- 1995 - MTV Movie Award
  - Nomination Miglior performance rivelazione a Hugh Grant

Nel 1999 il British Film Institute l'ha inserito al 23º posto della lista dei migliori cento film britannici del XX secolo.